# Juan Ignacio Londero
Juan Ignacio Londero (Jesús María, 15 agosto 1993) è un tennista argentino.
In singolare ha vinto un titolo nel circuito maggiore e il suo miglior ranking ATP è stata la 50ª posizione dell'11 novembre 2019. Nelle prove del Grande Slam si è spinto fino al quarto turno all'Open di Francia 2019. Vanta inoltre alcuni titoli in tornei dell'ATP Challenger Tour e nel 2020 ha fatto il suo esordio nella squadra argentina di Coppa Davis.

## Carriera

### 2010-2012: inizi da professionista e primi titoli ITF
Fa il suo esordio tra i professionisti nel maggio 2010 in tornei del circuito ITF e subito inizia a giocare con continuità. Nel 2011 disputa le prime finali ITF, due in doppio e una in singolare, e viene sempre sconfitto. Nell'aprile 2012 si aggiudica il primo trofeo in carriera vincendo il torneo di singolare all'ITF Argentina F7. A settembre arrivano i primi titoli in doppio, con due successi consecutivi all'Argentina F23 e all'Argentina F24. A fine stagione debutta nei tornei dell'ATP Challenger Tour e nei tabelloni principali vince un solo incontro in doppio.

### 2013-2014: esordi nel circuito maggiore e top 200 in singolare, prima finale Challenger in doppio
L'anno successivo vince alcuni altri tornei ITF e nella seconda parte della stagione riprende a giocare nei Challenger. A luglio debutta nel circuito maggiore dopo aver superato le qualificazioni all'ATP di Bogotà e perde al primo turno contro il vincitore del torneo Ivo Karlović. A ottobre raggiunge in singolare la sua prima semifinale in un torneo Challenger. Nel 2014 esce di nuovo al primo turno all'ATP di Bogotà. A marzo vince il singolare e perde la finale di doppio nell'unico torneo ITF disputato in stagione. Quell'anno entra per la prima volta nei tornei di qualificazione di singolare del Grande Slam, e sia al Roland Garros che e a Wimbledon viene eliminato al primo incontro. Gioca soprattutto tornei Challenger e non va oltre i quarti di finale in singolare, ma già a giugno fa il suo ingresso nella top 200 mondiale. Alle qualificazioni degli US Open vince i primi due incontri e viene sconfitto in quello decisivo. Dopo una stagione anonima in doppio, a ottobre disputa la prima finale di categoria in carriera a Cordoba, e in coppia con Hugo Dellien viene sconfitto da Marcelo Demoliner / Nicolas Jarry.

### 2015-2017: discesa nel ranking in singolare e primo titolo Challenger in doppio
Il 2015 non ritrova la foma e nel ranking di singolare scende fino alla 348ª posizione. L'unico risultato di rilievo è la sorprendente vittoria sul nº 72 del mondo Diego Schwartzman al Challenger de Buenos Aires. Il momento negativo continua nei due anni successivi ed è costretto a disputare alcuni tornei ITF, nei Challenger disputa una sola semifinale e scende ulteriormente in classifica. I primi risultati di valore arrivano nel 2017 in doppio, con due titoli ITF e la finale Challenger raggiunta a Tampere, ma soprattutto con la conquista del primo titolo Challenger nel torneo di doppio a Santo Domingo, vinto in coppia con Luis David Martínez con il successo in finale su Daniel Elahi Galán / Santiago Giraldo per 6-4, 6-4.

### 2018: primi due titoli Challenger in singolare e 118º nel ranking
Nel 2018 torna a mettersi in luce in singolare, nella prima parte della stagione disputa alcune semifinali nei Challenger, ad aprile conquista il primo titolo di categoria in singolare a Città del Messico, sconfiggendo in finale Roberto Quiroz per 6-1, 6-3, e il mese dopo rientra nella top 200. Si ripete a luglio nella finale del Challenger di Marburgo con la vittoria in tre set su Hugo Dellien. A fine mese perde la finale al Tampere Open contro Tallon Griekspoor. Raccoglie alcuni altri discreti risultati e chiude la stagione con il nuovo miglior ranking alla 118ª posizione mondiale.

### 2019: primo titolo e un'altra finale ATP, quarto turno al Roland Garros e top 50
Inizia la stagione con la sua prima esperienza agli Australian Open e non supera le qualificazioni. A febbraio si aggiudica a sorpresa il primo titolo ATP trionfando in singolare al Córdoba Open, nel capoluogo della provincia dove è nato. Non aveva mai vinto alcun incontro nel circuito maggiore e al primo turno elimina in due set il nº 41 ATP Nicolas Jarry, raggiunge la finale senza perdere alcun set e in semifinale concede un solo gioco al nº 77 Federico Delbonis. Nell'incontro che assegna il titolo ha la meglio su Guido Pella per 3-6, 7-5, 6-1, guadagna 43 posizioni nel ranking e sale alla 69ª, entrando per la prima volta nella top 100. Continua l'ascesa con il secondo turno raggiunto all'ATP 500 di Rio de Janeiro e al 250 di São Paulo. Fa il suo esordio in un Masters 1000 superando le qualificazioni a Monte Carlo ed esce di scena al primo turno.
Al suo debutto in una prova del Grande Slam concede solo otto giochi al nº 16 del mondo Nikoloz Basilašvili al Roland Garros, supera poi il nº 39 Richard Gasquet e al quarto turno il pluricampione Rafael Nadal gli lascia solo otto giochi. Non va oltre il primo turno a Wimbledon. Disputa la sua seconda finale ATP a Båstad, nei quarti batte di nuovo Gasquet, in semifinale supera Albert Ramos Viñolas e viene sconfitto da Jarry per 6-7, 4-6. Al Masters di Cincinnati elimina il nº 19 ATP Matteo Berrettini e al secondo turno cede a Roger Federer. Accede al secondo turno anche agli US Open e viene eliminato da Novak Đoković. Gli unici due incontri che vince nel prosieguo della stagione sono quelli con cui si qualifica allo Shanghai Masters, e al primo turno perde in tre set contro Andy Murray, risultato con cui sale al 50º posto mondiale.

### 2020: prima finale ATP in doppio, una semifinale in singolare e inizio di un periodo negativo
Esce al primo turno alla sua prima partecipazione agli Australian Open e nei quarti a Córdoba, dove non difende il titolo e perde diverse posizioni nel ranking. Ne recupera una parte con la semifinale raggiunta all'ATP di Buenos Aires. Nel torneo di doppio arriva in finale assieme a Guillermo Durán e vengono sconfitti 16-18 nel set decisivo da Marcel Granollers / Horacio Zeballos. A marzo fa il suo esordio nella squadra argentina di Coppa Davis nella qualificazione persa 3-1 contro la Colombia, e vince uno dei due singolari. Al rientro dopo la lunga pausa del tennis mondiale per la pandemia di COVID-19, disputa sette tornei e raggiunge il secondo turno solo agli US Open e al Roland Garros. Chiude la stagione alla 79ª posizione del ranking

### 2021: discesa nel ranking
Già provato mentalmente per i sei mesi di inattività della passata stagione, la situazione si aggrava nel 2021 con problemi derivanti dalla pandemia che influiscono sui negativi risultati stagionali, a cui contribuiscono anche una frattura a un piede che lo tiene fermo due mesi, il cambio di allenatore e di dieta. Vince pochissimi incontri e scende in classifica fino al 161º posto di settembre. Con le grandi difficoltà a viaggiare dovute al Covid, si riprende a fine stagione nei Challenger sudamericani, raggiungendo tra l'altro una finale.

### 2022-2024: infortunio, operazione al gomito e rientro
Continua a giocare in Sudamerica nella prima parte del 2022 e risale ulteriormente con la semifinale raggiunta all'ATP di Córdoba. Si infortuna a un gomito in aprile, gioca altri due tornei e chiude la stagione a luglio. Rientra all'inizio del 2023 ma il problema al gomito persiste, gioca in totale sei tornei (vincendo un ITF) e a novembre si sottopone a un intervento chirurgico al gomito. A un anno dall'ultimo torneo giocato, rientra nel circuito al Cali Open nel settembre 2024 dopo essere uscito dal ranking.

## Statistiche

### Singolare

#### Vittorie (1)
| Legenda doppio       |
| Grande Slam (0)      |
| ATP Finals (0)       |
| ATP Masters 1000 (0) |
| ATP Tour 500 (0)     |
| ATP Tour 250 (1)     |

| N. | Data             | Torneo                | Superficie  | Avversario in finale | Punteggio     |
| 1. | 10 febbraio 2019 | Córdoba Open, Córdoba | Terra rossa | Guido Pella          | 3-6, 7-5, 6-1 |

#### Finali perse (1)
| Legenda              |
| Grande Slam (0)      |
| ATP Finals (0)       |
| ATP Masters 1000 (0) |
| ATP Tour 500 (0)     |
| ATP Tour 250 (1)     |

| N. | Data           | Torneo               | Superficie  | Avversario in finale | Punteggio   |
| 1. | 21 luglio 2019 | Swedish Open, Båstad | Terra rossa | Nicolás Jarry        | 6(7)-7, 4-6 |

### Doppio

#### Finali perse (1)
| Legenda              |
| Grande Slam (0)      |
| ATP Finals (0)       |
| ATP Masters 1000 (0) |
| ATP Tour 500 (0)     |
| ATP Tour 250 (1)     |

| N. | Data             | Torneo                       | Superficie  | Compagno        | Avversari in finale                | Punteggio         |
| 1. | 16 febbraio 2020 | Argentina Open, Buenos Aires | Terra rossa | Guillermo Durán | Marcel Granollers Horacio Zeballos | 4-6, 7-5, [16-18] |

### Tornei Challenger

#### Singolare

##### Vittorie (2)
| N. | Data           | Torneo                       | Superficie  | Avversario in finale | Punteggio     |
| 1. | 15 aprile 2018 | CDMX Open, Città del Messico | Terra rossa | Roberto Quiroz       | 6-1, 6-3      |
| 2. | 8 luglio 2018  | Marburg Open, Marburgo       | Terra rossa | Hugo Dellien         | 3-6, 7-5, 6-4 |

#### Doppio

##### Vittorie (1)
| N. | Data           | Torneo                            | Superficie  | Compagno            | Avversari in finale                 | Punteggio |
| 1. | 19 agosto 2017 | Santo Domingo Open, Santo Domingo | Terra rossa | Luis David Martínez | Daniel Elahi Galán Santiago Giraldo | 6-4, 6-4  |

## Risultati in progressione
| Sigla | Risultato               |
| ----- | ----------------------- |
| V     | Vincitore               |
| F     | Finalista               |
| SF    | Semifinalista           |
| O     | Oro olimpico            |
| A     | Argento olimpico        |
| SF    | Bronzo olimpico         |
| QF    | Quarti di Finale        |
| 4T    | Quarto turno            |
| 3T    | Terzo turno             |
| 2T    | Secondo turno           |
| 1T    | Primo turno             |
| RR    | Round Robin             |
| LQ    | Turno di qualificazione |
| A     | Assente                 |
| ND    | Non disputato           |

| Legenda superfici    |
| -------------------- |
| Cemento              |
| Terra battuta        |
| Erba                 |
| Superficie variabile |

### Singolare
| Torneo                     | 2014          | 2015          | 2016 | 2017          | 2018          | 2019          | 2020          | 2021 | 2022 | V-S  |
| Tornei Grande Slam         |               |               |      |               |               |               |               |      |      |      |
| Australian Open, Melbourne | A             | A             | A    | A             | A             | Q2            | 1T            | 1T   | A    | 0-2  |
| Open di Francia, Parigi    | Q1            | Q1            | A    | A             | Q3            | 4T            | 2T            | 1T   | 1T   | 4-4  |
| Wimbledon, Londra          | Q1            | A             | A    | A             | Q1            | 1T            | ND            | 1T   | A    | 0-2  |
| US Open, New York          | Q3            | A             | A    | A             | Q1            | 2T            | 2T            | Q1   | A    | 2-2  |
| Vittorie-Sconfitte         | 0-0           | 0-0           | 0-0  | 0-0           | 0-0           | 4-3           | 2-3           | 0-3  | 0-1  | 6-10 |
| Giochi Olimpici            |               |               |      |               |               |               |               |      |      |      |
| Giochi Olimpici            | Non disputati | Non disputati | A    | Non disputati | Non disputati | Non disputati | Non disputati | A    | ND   | 0-0  |
| Vittorie-Sconfitte         | Non disputati | Non disputati | 0-0  | Non disputati | Non disputati | Non disputati | Non disputati | 0-0  | ND   | 0-0  |

### Doppio
| Torneo                     | 2014          | 2015          | 2016 | 2017          | 2018          | 2019          | 2020          | V-S |
| Tornei Grande Slam         |               |               |      |               |               |               |               |     |
| Australian Open, Melbourne | A             | A             | A    | A             | A             | A             | 1T            | 0-1 |
| Open di Francia, Parigi    | A             | A             | A    | A             | A             | 1T            | 1T            | 0-2 |
| Wimbledon, Londra          | A             | A             | A    | A             | A             | 1T            | ND            | 0-1 |
| US Open, New York          | A             | A             | A    | A             | A             | 2T            | A             | 1-1 |
| Vittorie-Sconfitte         | 0-0           | 0-0           | 0-0  | 0-0           | 0-0           | 1-3           | 0-2           | 1-5 |
| Giochi Olimpici            |               |               |      |               |               |               |               |     |
| Giochi Olimpici            | Non disputati | Non disputati | A    | Non disputati | Non disputati | Non disputati | Non disputati | 0-0 |
| Vittorie-Sconfitte         | Non disputati | Non disputati | 0-0  | Non disputati | Non disputati | Non disputati | Non disputati | 0-0 |